# インターナショナル・マスターズ
RTL7 インターナショナル・マスターズ (RTL7 International Masters) は、プロフェッショナル・ダーツ・コーポレイション（PDC）が開催していたダーツのトーナメントである。
オランダ人のトップ・プレイヤー6人とオランダ人以外のトップ・プレイヤー6人が、オランダのエフモント・アン・ゼー (Egmond aan Zee) で争う。

## 賞金とPDC オーダー・オヴ・メリット
このトーナメントの賞金は、PDC オーダー・オヴ・メリット (PDC OoM) に反映されない。
賞金は、以下の通りとなっている。
| 年   | 優勝    | 準優勝  | 準決勝 | 準々決勝 | ラスト 12 | ハイエスト・ チェクアウト | 9ダーター | 賞金総額 |
| ---- | ------- | ------- | ------ | -------- | --------- | ------------------------- | --------- | -------- |
| 2011 | €20,000 | €12,000 | €7,000 | €5,000   | €3,500    | 不明                      | -         | €80,000  |

2011年の賞金総額は、PDC ProTourに属するトーナメントの2倍近く高い。
また、WDF/BDOの2番目に賞金額が多いトーナメントであるワールド・マスターズの賞金総額を上回る (ただし、優勝賞金は、ワールド・マスターズのメンズの方が、高い) 。
2011年における他のトーナメントとの比較は、次の通りである (ただし、WDFが開催するトーナメントの賞金額は、まだ発表されていないため、2010年のものを用いた) 。
| 年   | 団体      | 大会                                      | 賞金総額 | 優勝    | 準優勝  | 準決勝 | 準々決勝 | ラスト 16 (*12) | ラスト 32 (*24) | ラスト 64 | ハイエスト・ チェクアウト | 9ダーター |
| ---- | --------- | ----------------------------------------- | -------- | ------- | ------- | ------ | -------- | --------------- | --------------- | --------- | ------------------------- | --------- |
| 2011 | PDC       | インターナショナル・マスターズ            | €80,000  | €20,000 | €12,000 | €7,000 | €5,000   | *€3,500         | -               | -         | 不明                      | -         |
| 2010 | WDF (BDO) | ダッチ・グランド・マスターズ (メンズ)     | €33,500  | €5,000  | €2,500  | €2,000 | €1,500   | *€1,000         | *€1,000         | -         | 不明                      | -         |
| 2010 | WDF (BDO) | ダッチ・グランド・マスターズ (ウィメンズ) | €6,100   | €1,750  | €1,250  | €750   | €400     | -               | -               | -         | 不明                      | -         |
| 2010 | WDF (BDO) | ワールド・マスターズ (メンズ)             | £56,000  | £25,000 | 不明    | 不明   | 不明     | £1,000          | *£0             | *£0       | £1,000                    | -         |
| 2010 | WDF (BDO) | ワールド・マスターズ (ウィメンズ)         | £10,500  | £5,000  | £2,000  | £750   | £500     | £0              | -               | -         | £1,000                    | -         |
| 2011 | PDC       | PDC ProTour                               | £35,000  | £6,000  | £3,000  | £1,500 | £1,000   | £500            | £300            | £200      | 不明                      | (£400)    |

## 本戦の日程・会場・放送など
本戦の日程、会場、タイトル・スポンサー、テレビ放送などの情報は、以下の通りである。
| 年   | 開始日         | 終了日         | 開催日数 | 開催地                 | 会場                   | スポンサー | 使用ボード          | テレビ放送 |
| ---- | -------------- | -------------- | -------- | ---------------------- | ---------------------- | ---------- | ------------------- | ---------- |
| 2011 | 2011/3/18 (金) | 2011/3/21 (月) | 4        | エフモント・アン・ゼー | ホテル・ザイデルダイン | RTL 7      | unicorn ECLIPSE PRO | RTL 7      |

### 会場
会場のエフモント・アン・ゼーにあるホテル・ザイデルダインでは、ザイデルダイン・マスターズ (Zuiderduin Masters) としても知られているWDFのダッチ・グランド・マスターズも、開催されている。

### テレビ放送
オランダのRTL 7により、全試合生放送される。
なお、インターネットでは、オランダにおいてのみ、RTL 7のウェブサイトで全試合が生放送され、終了した試合から順次、インタヴューなども含めて、いつでも視聴できるようになっている。
その他の地域では、結果が出た後にPDCtvで観戦できる。
RTL 7は、SBS 6よりPDCが開催するダーツの放送権を獲得した後、オランダで新たなトーナメントを開催すべきとし、このトーナメントが導入された。

## 形式
インターナショナル・マスターズは、オランダ人のトップ・プレイヤーとオランダ人以外のトップ・プレイヤーがグループ戦とシングル・エリミネイション・トーナメントによって戦うイヴェントである。

### 出場者の決定
PDC OoMから、オランダ人の上位6名と、彼らを除いた上位6名の合計12名が、出場できる。

### 本戦
準決勝までは、オランダ人とオランダ人以外のそれぞれが、決勝で戦う代表を決める構造となっている。
まず、12名をAからD、各3名からなる4つのグループに分け、ラウンドロビンを行う。
AとCはオランダ人のみからなるグループである。
なお、引き分けとなった場合は、直接対決の結果で準々決勝に進むプレイヤーを決定する。
また、準々決勝以上は、シングル・エリミネイション・トーナメントとなる。
| 曜日 | ラウンド | 試合 | プレイヤー                        |
| ---- | -------- | ---- | --------------------------------- |
| 金   | グループ | A    | オランダ人                        |
| 土   | グループ | B    | オランダ人以外                    |
| 土   | グループ | C    | オランダ人                        |
| 日   | グループ | D    | オランダ人以外                    |
| 日   | 準々決勝 | 1    | グループAの1位 v グループCの2位   |
| 日   | 準々決勝 | 2    | グループBの1位 v グループDの2位   |
| 日   | 準々決勝 | 3    | グループCの1位 v グループAの2位   |
| 日   | 準々決勝 | 4    | グループDの1位 v グループBの2位   |
| 月   | 準決勝   | 1    | 準々決勝1の勝者 v 準々決勝3の勝者 |
| 月   | 準決勝   | 2    | 準々決勝2の勝者 v 準々決勝4の勝者 |
| 月   | 決勝     | -    | 準決勝の勝者                      |

### レッグ数
全試合、ベスト・オヴ・15・レッグズである。
タイブレークは、ない。

## 結果
このトーナメントの結果は、以下の通りである。

### 決勝戦
| 年   | チャンピオン              | スコア | 準優勝                                     |
| ---- | ------------------------- | ------ | ------------------------------------------ |
| 2011 | フィル・テイラー (113.60) | 8 - 3  | レイモンド・ファン・バルネフェルト (94.38) |

#### ハイエスト・チェクアウト
| 年   | プレイヤー                         | 数字 | 方法          |
| ---- | ---------------------------------- | ---- | ------------- |
| 2011 | レイモンド・ファン・バルネフェルト | 170  | T20 x 2, BULL |

## 記録
このイヴェントの歴代の記録は、以下の通りである。

### 回数
ここでは、回数に関する記録を紹介する。
ただし、100以上の平均値となった対戦記録の回数は、#100以上の平均値の項で紹介する。

### 優勝回数
- 1  フィル・テイラー

### 100以上の平均値

#### 1大会中の平均
2011年までの最高は、フィル・テイラーの107.48である。
| 記録   | プレイヤー           | 年   | 結果         |
| ------ | -------------------- | ---- | ------------ |
| 107.48 | フィル・テイラー     | 2011 | チャンピオン |
| 103.25 | エイドリアン・ルイス | 2011 | 準々決勝     |

#### 最高対戦平均値
2011年までの最高は、フィル・テイラーの113.92である。
| 記録   | プレイヤー                         | 年   | ラウンド  | 対戦相手                               |
| ------ | ---------------------------------- | ---- | --------- | -------------------------------------- |
| 106.69 | フィル・テイラー                   | 2011 | グループB | テリー・ジェンキンス                   |
| 113.92 | フィル・テイラー                   | 2011 | グループB | エイドリアン・ルイス                   |
| 108.78 | エイドリアン・ルイス               | 2011 | グループB | フィル・テイラー                       |
| 100.76 | エイドリアン・ルイス               | 2011 | グループB | テリー・ジェンキンス                   |
| 103.31 | レイモンド・ファン・バルネフェルト | 2011 | グループC | マイケル・ヴァン・ガーウェン           |
| 104.73 | ゲイリー・アンダーソン             | 2011 | グループD | サイモン・ウィットロック               |
| 107.65 | フィル・テイラー                   | 2011 | 準々決勝  | ジェームズ・ウェイド                   |
| 100.57 | ゲイリー・アンダーソン             | 2011 | 準々決勝  | エイドリアン・ルイス                   |
| 100.22 | エイドリアン・ルイス               | 2011 | 準々決勝  | ゲイリー・アンダーソン                 |
| 101.92 | レイモンド・ファン・バルネフェルト | 2011 | 準決勝    | ヴィンセント・ファン・デル・フォールト |
| 113.60 | フィル・テイラー                   | 2011 | 決勝      | レイモンド・ファン・バルネフェルト     |

#### 回数
2011年までの最多は、フィル・テイラーの4回である。
- 4  フィル・テイラー
- 3  エイドリアン・ルイス
- 2  レイモンド・ファン・バルネフェルト
- 2  ゲイリー・アンダーソン

#### 両者共
2011年までで、1回達成されている。
- 2011年グループB (113.92)  フィル・テイラー 8 v 4  エイドリアン・ルイス (108.78)
- 2011年準々決勝 (100.57)  ゲイリー・アンダーソン 8 v 5  エイドリアン・ルイス (100.22)